# Gråkronad tangara
Gråkronad tangara (Pseudospingus verticalis) är en fågel i familjen tangaror inom ordningen tättingar.

## Utseende
Gråkronad tangara är en unikt tecknad liten tätting. Fjäderdräkten är inte särskilt färgglad, men karakteristisk: svart huvud, grå kropp, beigefärgat centralt hjässband och stirrande ljusa ögon. 

## Utbredning och systematik
Fågeln förekommer i Anderna i Colombia, sydvästra Venezuela och nordligaste Peru. Den behandlas som monotypisk, det vill säga att den inte delas in i några underarter.

### Släktestillhörighet
Tidigare placerades arten i släktet Hemispingus, men genetiska studier visar att den tillsammans med gulögd tangara endast är avlägset släkt. Dessa har därför lyfts ut till ett eget släkte, Pseudospingus.

## Levnadssätt
Gråkronad tangara hittas i Andernas tempererade zon, på mellan 2700 och 3400 meters höjd. Par och småflockar rör sig genom buskiga skogar och skogsbryn, ofta i artblandade flockar. Den ses ofta sitta i toppen på en buske.

## Status
Trots det begränsade utbredningsområdet och det faktum att den minskar i antal anses beståndet vara livskraftigt av internationella naturvårdsunionen IUCN.